# Помилування
Помилування — звільнення від відбування кримінального покарання індивідуальним рішенням, як правило, глави держави. Помилування здійснюється за клопотанням засудженого у випадках, що потребують гуманного ставлення.

## Законодавче визначення в Україні
В Україні це, відповідно до п. 27 ч. 1 ст. 106 Конституції України та ст. 87 Кримінального кодексу України, Положення про порядок здійснення помилування, — акт глави держави, який полягає повному або частковому звільненні від відбування покарання або заміні довічного позбавлення волі (далі — «ДПВ») на позбавлення волі строком на 25 років або більше.
Клопотати про помилування має право особа, яка засуджена та/або відбуває покарання в Україні відразу після набрання вироком законної сили; засуджена до ДПВ — після відбуття в колонії двадцяти років. Особа, засуджена за вчинення корупційних та деяких інших правопорушень, може клопотати про помилування не раніше, ніж отримає право на умовно-дострокове звільнення відповідно до закону.
Клопотання про помилування подається засудженим до адміністрації установи відбування покарання, яка його реєструє та протягом п'ятнадцяти діб надсилає до Офісу Президента разом із копіями вироку, постанови суду, характеристикою особи та іншими документами, що мають істотне значення для визначення можливості застосування помилування. Підготовку матеріалів до розгляду клопотання здійснює Департамент з питань громадянства, помилування, державних нагород Офісу Президента України (далі — «Департамент»).
При розгляді клопотання враховуються всі дані, які характеризують засудженого: ступінь тяжкості злочину, строк фактичного відбуття покарання, особа засудженого, щире каяття, поведінка та ставлення до праці, а також думка адміністрації установи відбування покарання, спостережної комісії, органу місцевого самоврядування, місцевого органу виконавчої влади, громадських організацій тощо про доцільність помилування.
Попередньо клопотання про помилування та зібрані Управлінням з питань помилування при Адміністрації Президента України матеріали розглядаються Комісією при Президентові України у питаннях помилування (далі — «Комісія»). Про клопотання, які не підлягають задоволенню відповідно до Положення про порядок здійснення помилування, Департамент доповідає Комісії. Пропозиції Комісії за результатом попереднього розгляду оформляються у вигляді протоколу. Далі Комісія з питань помилування вносить Президенту України пропозиції щодо застосування помилування або доповідає, що підстав для задоволення клопотання немає. Про помилування засудженого Президент України видає указ.
У разі відхилення Комісією клопотання наступне клопотання може бути подано не раніше, ніж через рік з моменту відхилення попереднього.
Указ Президента про помилування надсилаються, залежно від типу покарання, до Міністерства юстиції України, Міністерства оборони України, інших міністерств України, інших органів виконавчої влади, а щодо осіб, які звільняються від додаткових покарань, — судам, які постановили вирок.
Від амністії помилування відрізняється тим, що стосується індивідуально визначеної особи, а не групи осіб, можливістю скасувати судимість, є актом Президента України а також тим, що можливість застосування помилування не залежить від тяжкості вини, хоча це враховується при визначенні доцільності помилування.